# Rete tranviaria di Norrköping
La rete tranviaria di Norrköping, gestita da Veolia Transport, è un sistema di trasporto pubblico della città svedese di Norrköping ed è composto da una rete di due linee per un totale di 17,2 km.